# 国立病院機構北陸病院
独立行政法人国立病院機構北陸病院（どくりつぎょうせいほうじんこくりつびょういんきこうほくりくびょういん）は富山県南砺市の医療機関。
国立病院機構北陸地区の精神・神経領域の基幹施設として、政策医療分野における精神疾患、神経難病、重症心身障害に対する専門医療、および精神科救急医療や認知症対応などの地域医療を提供する精神科・神経科の専門病院である。

## 概要
1944年（昭和19年）に傷痍軍人療養所北陸荘として設立、翌年、厚生省に移管後され国立療養所北陸荘となる。1968年（昭和43年）の結核療養所から精神療養所への転換以降、精神・神経領域を中心とした病院となる。現在は、富山県西部の精神科救急輪番病院、および県全体の精神科基幹病院の指定を受け、医療観察法に基づく指定入院医療機関として専門的な精神科医療を行っており、精神科社会復帰施設が整備されている。また、神経難病、重症心身障害、睡眠障害に対する専門治療も行っているほか、富山県の認知症疾患医療センターとしての指定を受け、デイケアを整備して認知症の治療にもあたっている。
臨床研究部では国立精神・神経医療研究センターと連携した研究活動を行っており、金沢大学医学部、富山大学医学部と連携した精神保健指定医および看護師の教育育成が行われている。
永らく1960年代から70年代に建造された病棟で医療活動を行っていたが、2004年（平成16年）に運営主体がそれまでの国立療養所から国立病院機構へと独立行政法人化された事をきっかけに全国の国立病院・療養所で病棟の建替が進み、北陸病院も2015年（平成27年）までに病棟等の建替を終えている。
なお、病院北側には公立南砺中央病院と富山県立となみ総合支援学校が隣接する。

## 沿革
- 1942年（昭和17年） - 着工[2]。
- 1944年（昭和19年）10月 - 一部竣工、傷痍軍人の結核性疾患の療養所である[2]、傷痍軍人療養所北陸荘として設立。
- 1945年（昭和20年）
  - 同年中 - 入荘者収容開始[2]。付属准看護学校創立[3]。
  - 10月 - 厚生省に移管、国立療養所北陸荘へ改称。
- 1946年（昭和21年）12月 - 国民一般の療養所となる[2]。
- 1960年（昭和35年）04月01日 - 北陸荘内に養護学級（南山田小学校〔南砺市立城端小学校の前身校の一つ〕、城端中学校の分校）開設（1965年〔昭和40年〕3月閉鎖）[4]
- 1963年（昭和38年）01月 - 豪雪により治療棟が倒壊したため、各棟の新築工事がなされた[4]。
- 1968年（昭和43年）04月 - 結核療養所から精神療養所に転換。
- 1975年（昭和50年）09月 - ひまわり（重症心身障害）病棟、わかくさ（小児異常行動）病棟を設置。
- 1977年（昭和52年）04月 - 国立療養所北陸病院と改称[4]。
- 1980年（昭和55年）07月 - 難病（神経・筋疾患）病棟を設置。
- 1983年（昭和58年）10月 - 付属准看護学校新校舎竣工記念式[5]。1997年〔平成09年〕3月に国立金沢病院（現・国立病院機構金沢医療センターの看護学校大型化のため廃校[3]）。
- 1991年（平成03年）04月 - 老人性認知症病棟を設置。
- 2004年（平成16年）04月 - 独立行政法人への移行により国立病院機構北陸病院へ改称。
- 2005年（平成17年）08月 - 精神病棟（50床）を廃止。
- 2006年（平成18年）02月 - 医療観察法病棟（34床）を設置。
- 2012年（平成24年）04月 - 富山県の認知症疾患医療センターに指定。
- 2014年（平成26年）05月 - 病棟等建替計画、第Ⅰ期工事（南病棟）が完成[6]。
- 2015年（平成27年）05月 - 病棟等建替計画、第Ⅱ期工事（西病棟）が完成[7]。
- 2015年（平成27年）07月 - 病棟等建替計画、第Ⅲ期工事（外構）が完成[7]。

## 診療科
- 精神科
- 神経科
- 神経内科
- 内科（精神疾患合併症患者のみを診療）

## 医療機関の指定
- 医療観察法に基づく指定入院医療機関

## アクセス
- JR城端線 福光駅より南砺市営バス（なんバス）「城端駅」行に乗車、「北陸病院前」停留所下車（土・日・祝日運休）。
- JR城端線 城端駅より南砺市営バス（なんバス）「福光駅」行に乗車、「北陸病院前」停留所下車（土・日・祝日運休）。
- JR城端線 城端駅よりタクシーで約5分。
- 東海北陸自動車道 福光インターチェンジより約5分。

## 外部サイト
- 独立行政法人国立病院機構 北陸病院ウェブサイト
- 独立行政法人国立病院機構ウェブサイト